# John Ernley
Sir John Ernley (o Ernle; 1464 - 22 de abril de 1520) fue un abogado, juez británico.

## Vida
Fue hijo de John Ernley, terrateniente de Sidlesham cerca de Chichester, Sussex, y  Margaret Morley. Fue educado en uno de los Colegios de la Cancillería desde 1478 hasta 1480 antes de ser admitido en Gray's Inn. Para 1490, era un miembro especialmente destacado del "círculo de Sussex" reunido alrededor de Edmund Dudley. En su condado natal de Sussex, mantuvo una práctica legal sustancial, sirviendo como fideicomisario, árbitro, juez y comisionado, y uniéndose al circuito de asizes local en 1496 y 1497 como asociado, seguido de una posición en el banco del condado en 1498.
En el siglo XVI, actuó como fideicomisario para Edmund Dudley, y fue nombrado Procurador General para Inglaterra y Gales el 12 de julio de 1507 como resultado de su influencia con Dudley y, como extensión, con Enrique VII. Fue reconfirmado cuando Enrique VIII llegó al poder y bajo él se convirtió en una figura importante en la corte. Después de que Sir Robert Rede muriera en 1519, Ernley fue seleccionado para reemplazarlo como Lord Juez Presidente del Tribunal de Pleitos Comunes, y fue nombrado el 27 de enero de ese año.

## Matrimonio
William se casó con Bridget Spring, la única hija de Thomas Spring de Lavenham y Alice Spring, tejedores de paños de Laverham.Dejó un hijo y heredero, William Erneley, quien también sirvió como Miembro del Parlamento.

## Fallecimiento
Sirvió apenas un año, muriendo el 22 de abril de 1520, y fue enterrado en Sidlesham, cerca de Chichester.